# Adria Airways
Adria Airways var et flyselskab fra Slovenien, med hovedsæde i Ljubljana.
Selskabet blev etableret i 1961 som en charter selskab. De fløj med et Douglas DC-6 fly.
Det var medlem af Star Alliance, og fløj fire gange om ugen på ruten imellem Ljubljana Jože Pučnik Airport og Københavns Lufthavn.
På grund af længere tids økonomiske problemer gik selskabet konkurs i september 2019.
Både slovenske og andre landes myndigheder undersøger nu Adrias tidligere ejere “4K”, for omfattende underslæb og hvidvask.

## Flåde
Den 17. januar 2009, var gennemsnitsalderen på flyene 9.7 år.